# Claes Gejrot (filolog)
Claes Christian Gejrot, född 21 juli 1960, är en svensk latinist. Han är son till Bertil Gejrot. 
Gejrot disputerade 1988 i latin vid Stockholms universitet på en utgåva av Vadstenadiariet och är docent. Han är sedan 2000 huvudredaktör vid Svenskt Diplomatarium. Gejrot invaldes 2011 som svensk korresponderande ledamot av Vitterhetsakademien. 
Gejrot har även utgivit en kommenterad översättning av Vadstenadiariet (1996) och flera artiklar med birgittinska ämnen. Inom diplomatikens område kan förutom arbetet med Svenskt Diplomatarium nämnas hans utgåva av de äldsta breven från Nydala kloster (Diplomata Novevallensia, Stockholm 1994). På senare tid har han utgivit Bero Magni de Ludosias predikningar vid universitetet i Wien (Bero Magni de Ludosia: Sermones et collationes, Stockholm 2011, tillsammans med Erika Kihlman).